# 丙酸钡
丙酸钡是钡的丙酸盐，化学式 Ba(CH
3CH
2COO)
2。

## 制备
丙酸钡可以由氢氧化钡和丙酸反应而成。
{\displaystyle \mathrm {Ba(OH)_{2}+2\ C_{2}H_{5}COOH\ \longrightarrow \ (C_{2}H_{5}COO)_{2}Ba+2\ H_{2}O} }

## 性质
一水合丙酸钡在 110 °C 失水。
在 460 °C 干燥加热时，丙酸钡分解成3-戊酮和碳酸钡。